# Waldemar Riemann
Waldemar Riemann (* 4. Juni 1874 in Magdeburg; † 19. Oktober 1952 ebenda) war ein deutscher Schwimmer. Er startete zu Beginn seiner sportlichen Karriere für den Magdeburger Schwimmclub von 1896 und war – neben seinem Bruder Walter, Kurt Behrens und Max Ritter – Mitbegründer des Magdeburger Schwimmvereins Hellas 1904.
Bei den Deutschen Schwimmmeisterschaften 1907 in Hannover gewann er den Schwimmerischen Mehrkampf aus Tauchen, Springen und 100 m Schwimmen.